# Blake Michael
Blake Michael (ur. 31 lipca 1996 w Atlancie) – amerykański aktor i reżyser. Najbardziej znany z roli Charliego Delgado’a w filmie Lemoniada Gada. Obecnie gra rolę Tylera Jamesa w serialu Blog na cztery łapy.

## Filmografia
Filmy:
- 2016: Mostly Ghostly 3: One Night in Doom House jako Nicky
- 2015: I Killed My BFF jako Chase
- 2011: The Mortician jako Street Kid
- 2011: Lemoniada Gada jako Charlie Delgado
- 2011: Living with N.A.D.S.: The Jimmy Epson Story jako Jimmy Epson
- 2009: No Limit Kids: Much Ado About Middle School jako Zach
- 2009: Magellan jako Austin Brewer
- 2008: Elephant Juice jako Jim
- 2004: Chosen jako Restauracja Patron

Seriale:
- 2012: Melissa i Joey jako Archer Adams (sezon 3 odcinek 3)
- 2012-2015: Blog na cztery łapy jako Tyler James
- 2012: Czysta krew jako Nastoletni Alcide'a Herveaux
- 2008: Out of Jimmy's Head jako Zatrzymać światło Kid
- 2007: October Road jako Young Ronny

Reżyser:
- 2013: Notes of Hers
- 2011: Anonymous